# Eduarda Dionísio
Eduarda Dionísio (Lisboa, 1946 – Lisboa, 22 de maig de 2023) va ser una escriptora i dramaturga portuguesa.

## Trajectòria
Filla de l'escriptor portuguès Mário Dionísio i de Maria Letícia Reis Clemente da Silva, es va llicenciar en Filologia romànica per la Universitat Clàssica de Lisboa. Va ser professora d'ensenyament secundari en diverses escoles de Lisboa, especialment al Liceu Camões. Va ser encara autora, amb la seva mare, de llibres escolars d'ensenyament de portuguès, publicats entre 1972 i 1975 i adoptats per les escoles durant alguns anys.
Va formar part de diversos grups de teatre de la Facultat de Lletres de la Universitat de Lisboa i de l'Ateneu Cooperatiu, tenint fundat el grup Contra Regla (1983), on es va dedicar a la crítica literària. Va col·laborar en grups teatrals com O Bando i Teatro da Cornucópia. Com a professora, el 1977 va ser dirigent del Sindicat dels Professors de la Gran Lisboa (SPGL). Va desenvolupar diverses activitats culturals (ensenyament, teatre, premsa, i traducció). Com a traductora va traduir autors tan diversos com William Shakespeare, Bertolt Brecht i Heiner Müller.
Va dirigir la Casa da Achada, al barri de la Mouraria de Lisboa, on es troba el llegat degudament tractat i catalogat de Mário Dionísio, el seu pare.
El 22 de maig de 2023 va morir a Lisboa, als 77 anys, víctima d'una malaltia oncològica.

## Obres
Va escriure les obres:
- Comente o seguinte texto. Lisboa: Plátano, 1972.
- Retrato dum amigo enquanto falo. Lisboa. O Armazém das Letras, 1979.
- Histórias, memórias, imagens e mitos duma geração curiosa. Lisboa: Círculo de Leitores, 1981.
- Pouco tempo depois (as tentações). Lisboa: Gradiva,1984.
- Alguns lugares muito comuns: diário d'uns quantos dias que não abalaram o mundo. Lisboa: Gradiva, 1987.
- Antes que a Noite Venha. Lisboa: Cotovia: Teatro Nacional D. Maria II, 1992. ISBN 972-9013-94-2 (primer text dramatúrgic, que Adriano Luz va portar a escena al teatre Bairro Alto)
- Títulos, ações, obrigações: a cultura em Portugal, 1974 -1994. Lisboa: Edições Salamandra, 1993.
- «Práticas culturais» a Reis, António (coord.). Portugal: 20 anos de democracia. Lisboa: Temas e Debates, 1996 (es narra l'evolució de les pràctiques culturals de Portugal des de la Revolució dels Clavells fins al 1993)
- As histórias não têm fim. Lisboa: Cotovia, 1997. ISBN 972-8028-90-3